# Menasse ben Israel

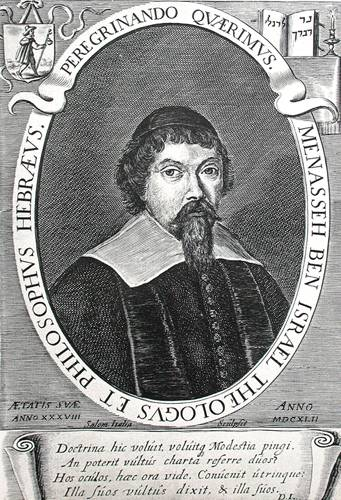
Kupferstich von Salom Italia, 1642

Menasse ben Israel (geboren 1604 in Lissabon oder La Rochelle; gestorben am 20. November 1657 in Middelburg, Niederlande) war ein sephardischer Jude, Gelehrter, Diplomat, Schriftsteller, Kabbalist, Drucker und Verleger. Er ist auch unter dem hebräischen Akronym MB"Y bekannt.

## Leben
Menasse ben Israel wurde 1604 als Sohn des Marranen Gaspar Rodrigues Nunes in Lissabon oder La Rochelle geboren. Sein Taufname war Manoel Dias Soeiro. Vermutungen, dass er auf Madeira geboren wurde, konnten nicht belegt werden. Seine Eltern waren Verfolgungen der Inquisition ausgesetzt und verließen Portugal, nachdem der Vater bei einem Autodafé hatte als Reumütiger auftreten müssen. Im Jahr 1613 oder 1614 ließ sich die Familie in Amsterdam nieder und kehrte zum Judentum zurück.

### Frühe Jahre
Der junge Menasse begann eine erfolgreiche Ausbildung. Als Mitglied der Santa Irmandade Talmud Torah von Amsterdam besuchte er die Jeschiwa seit dem 14. Altersjahr. Sein Lehrer war der aus Marokko stammende Rabbi Isaac Uziel. Mit fünfzehn Jahren hielt er nach eigenen Angaben die erste Predigt auf Portugiesisch; mit siebzehn schrieb er ein erstes Buch, eine hebräische Grammatik. Als sein Lehrer 1622 verstarb, soll Menasse ben Israel zu dessen Nachfolger als Prediger der Gemeinde Neve Shalom ernannt worden sein. Die offizielle Ernennung als Predicator (Prediger) erfolgte erst 1628. Im Jahr 1622 wird er auch als Ribi (Lehrer) der Talmud Torah-Gemeinde erwähnt. Im selben Jahr verstarben seine Eltern.
Im darauffolgenden Jahr heiratete der 19-jährige Menasse die 21-jährige Rachel Abarbanel, die ihre Abstammung auf die bekannte spanisch-jüdische Familie der Abrabanel zurückführte. Zusammen hatten sie drei Kinder, die Tochter Gracia (Hannah) und die beiden Söhne Joseph und Samuel.

### Drucker und Autor

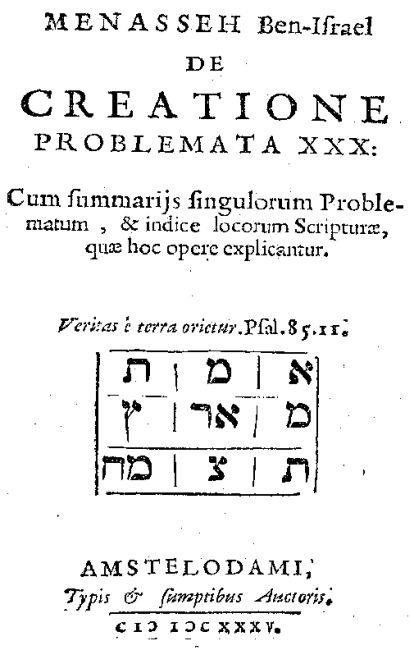
De Creatione Problemata XXX, Titelblatt 1635

Neben seinem Amt als Lehrer betätigte sich Menasse als Buchhändler und ab 1626 als Drucker. Er gründete die erste hebräische Druckerei Amsterdams (Emeth Meerets Tisma`h). Das erste Buch, ein hebräisches Gebetbuch, verließ im Januar 1627 die Druckerpresse. Mit der Gründung dieser Druckerei entwickelte sich Amsterdam zum bedeutendsten hebräischen Druckzentrum Europas. Menasse verlegte und druckte Bücher in Hebräisch, Jiddisch, Latein, Spanisch, Portugiesisch und einige in Holländisch und Englisch. Insgesamt verließen an die 80 Titel seine Druckerei. Finanziert wurden seine Drucke meistens von seinem Freund Ephraim Bueno oder von seinem Schwager Jonas Abarbanel.
Im Jahr 1628 erschienen bei Menasse das Sefer Selim und das Mayan Gannim seines Freundes und bedeutenden jüdischen Gelehrten Joseph Salomo Delmedigo. Diese Werke mit sowohl religiösem wie wissenschaftlichem Inhalt und mit zahlreichen mathematischen Illustrationen erregten einiges Aufsehen und wurden in der sephardischen Gemeinde kontrovers diskutiert. Für einige Kapitel wurden von den Parnassim der Druck sogar untersagt.
Im Jahr 1632 erschien der erste Teil des von ihm geschriebenen Werkes Conciliador (Conciliador o de la conveniencia de los Lugares de la S. Escriptura que repugnantes entre si parecen), in dem Widersprüche und Unstimmigkeiten in biblischen Stellen ausgeglichen (span. conciliar=versöhnen) werden sollten. Dem Buch, das in erster Linie an die ehemaligen Conversos gerichtet war, um deren Unsicherheiten in Glaubenssachen zu beseitigen, wurde auch außerhalb der jüdischen Gemeinde große Aufmerksamkeit geschenkt. Bereits 1634 wurde es von Dionysius Vossius, dem Sohn des bekannten Amsterdamer Gelehrten Gerhard Vossius, ins Lateinische übersetzt. Der Concilador, von dem zwischen 1641 und 1650 drei weitere Bände erschienen, machten Menasse in Humanistenkreisen ganz Europas bekannt. Nach diesem Erfolg verfasste er eine Reihe weiterer Schriften, die auch für Nicht-Juden von Interesse waren (De Creatione Problemata, 1635; De Termino Vitae, 1634; De Resurrectione Mortuorum 1636; De Fragilitate Humana, 1642). De Resurrectione Mortuorum wurde 1656 durch die römisch-katholische Glaubenskongregation auf den Index gesetzt.
Menasse leitete die Druckerei bis 1642. Später ging sie in die Hände seiner beiden Söhne über. Die letzte Arbeit, die in seiner Druckerei erschien, war ein offener Brief an Oliver Cromwell (To his highnesse the Lord Protector, 1651).

### Beziehungen

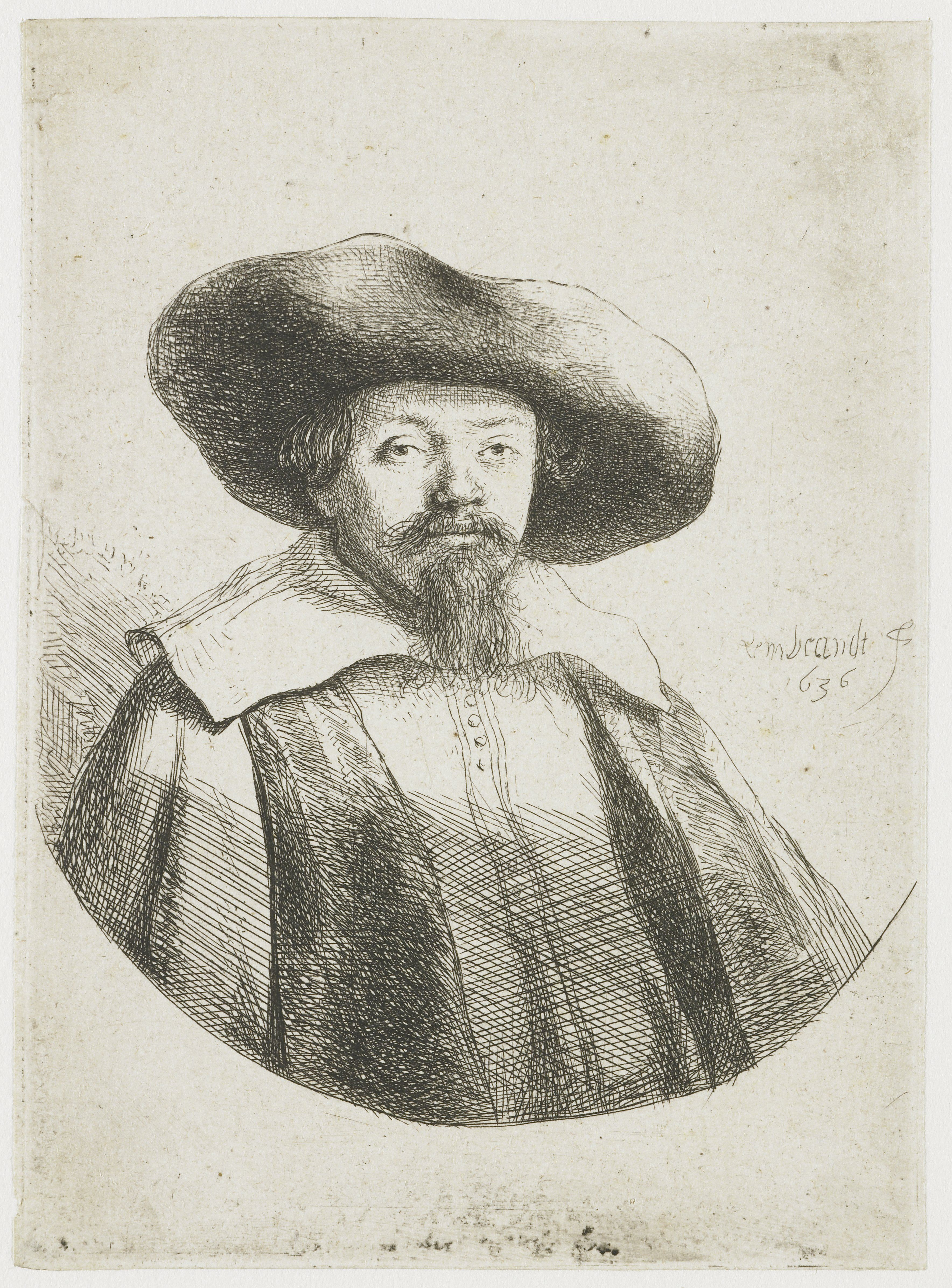
Radierung von Rembrandt, 1636

Obwohl Menasse in Teilen der sephardischen Gemeinde ein hohes Ansehen besaß und von den wohlhabenden Familien der Buoenos, Abravanels, Pintos, Abudientes und anderen wohlhabenden Familien unterstützt wurde, litt er meist unter knappen finanziellen Verhältnissen. Innerhalb der Gemeinde war er nicht unumstritten. Er stellte sich klar gegen die jüdischen Freigeister wie Uriel da Costa, Juan de Prado und seinen einstigen Schüler Spinoza und antwortete in mehreren Büchern auf deren Angriff auf die Idee der Unsterblichkeit der Seele (De Resurrectione Mortuorum, 1636). Gegenüber den orthodoxen Rabbinern musste er sich wiederum wegen seiner Nähe zu den Karaiten zur Wehr setzten. Sein Verhältnis zu seinen ehemaligen Mitschüler Rabbi Isaac Aboab da Fonseca war getrübt, seit er das Hauptwerk Sefer Elim von Joseph Salomo Delmedigo in seiner Druckerei 1629 veröffentlicht hatte.
Dass Menasse auch in der nichtjüdischen Welt großes Ansehen genoss, ist schon sichtbar in seiner Beziehung zum Maler Rembrandt van Rijn, der im selben Viertel Amsterdams lebte. Rembrandt verewigte ihn 1636 in einem Porträt und erstellte vier Radierungen zum Buch Piedra gloriosa. Seine Beziehung zur nichtjüdischen Gelehrtenwelt kommt in seinem reichen Briefwechsel zum Ausdruck. Er korrespondierte mit bekannten Gelehrten wie Gerhard Vossius und dessen Söhnen Isaac und Dionysius Vossius, mit Grotius, Salmasius, Christian Ravis, Jan van Beverwijck, Simon Episcopius, Barlaeus, Petrus Cunaeus, David Blondel, Anna Maria von Schürmann, Pierre Daniel Huet und anderen mehr. Diese Korrespondenz setzte vor allem nach der Veröffentlichung des Consiliadors ein. Seine messianischen Publikationen brachten ihn in Kontakt mit António Vieira, Paul Felgenhauer, Isaac de La Peyrère, John Dury, Nathaniel Holmes, Henry Jessey, Henry More sowie anderen Puritanern Englands.
Obwohl Menasse verschiedene Funktionen in der Amsterdamer Gemeinde ausübte, war er nie deren Oberrabbiner. Als 1639 die drei jüdischen Gemeinden vereinigt wurden, fühlte er sich als dritter Rabbi übergangen. 1640 wurde er wegen Streitigkeiten von den Parnassim für einen Tag mit dem Herem belegt und ein Jahr lang als Prediger suspendiert. Dies und die anhaltenden finanziellen Engpässe veranlassten ihn, eine Ausreise nach Niederländisch-Brasilien zu planen. Erst die 1642 erfolgte Anstellung als Leiter der von Abraham und Isaac Pereira gegründeten Jeschiwa ließ ihn seine Auswanderungsabsichten aufgeben.

### Mission in England

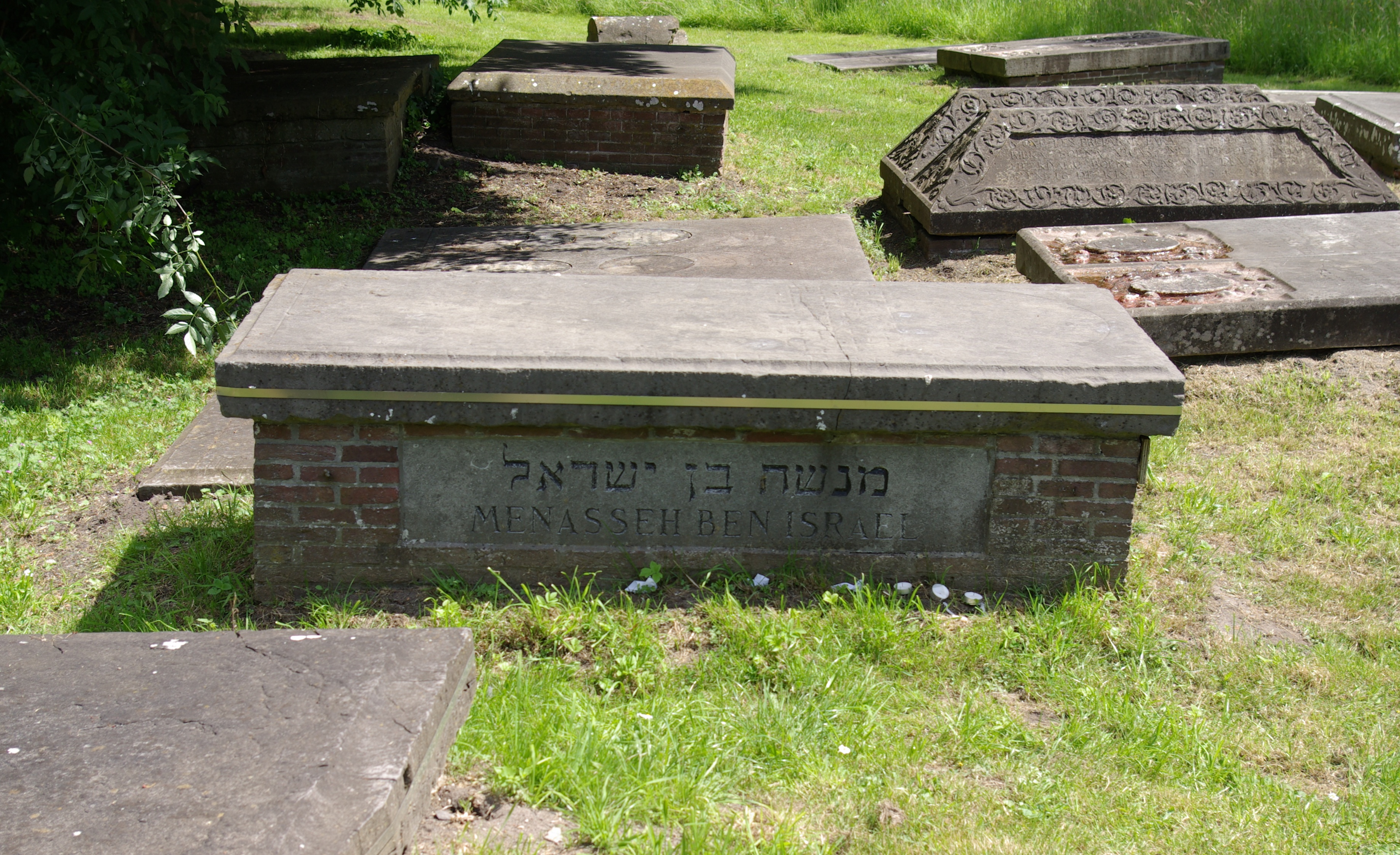
Menasse ben Israels Grab

Als nach der puritanischen Revolution von 1649 philosemitische Kräfte die Rückkehr der seit 1290 aus England vertriebenen Juden verlangten, wurde Menasse zum prominenten Verhandlungspartner. Der jüdische Messianismus und der englische Millenarismus wiesen einige Berührungspunkte auf. Nach der angeblichen Entdeckung der zehn verlorenen Stämme Israels durch den marranischen Reisenden Antonio de Montezinos sollte mit der Wiederzulassung der Juden in England eine weitere Endzeitbedingungen erfüllt werden. 1650 widmete Menasse die lateinische Version der Hoffnung Israel, in welcher die Geschichte Montezinos enthalten war, dem englischen Parlament. Aus politischen und gesundheitlichen Gründen überließ er die Verhandlungen vorerst seinem Freund David Abravanel und seinem Sohn Samuel Soeiro und schrieb 1651 einen offenen Brief an den Lordprotektor von England, Schottland und Irland Oliver Cromwell.

Im Jahr 1655 begab er sich persönlich nach England und traf sich mit verschiedenen Persönlichkeiten. Er hatte die Gelegenheit, die Gründe für eine Rückkehr der Juden nach England bei Cromwell darzulegen. An der von Cromwell einberufenen Whitehall Konferenz vom Dezember 1655 kam es zu keiner Einigung über eine Neuansiedlung. Immerhin wurde in der Folge die Erlaubnis für eine Synagoge und einen Friedhof gewährt. Während seines Aufenthaltes in England schrieb Menasse die Vindicae Judaeorum, eine Verteidigungsschrift gegen die Angriffe, denen er ausgesetzt war.

Obwohl er von Cromwell mit einer jährlichen Pension von 100 £ ausgestattet wurde, kehrte er schwer enttäuscht im Herbst 1657 nach Holland zurück. Schon bald nach seiner Ankunft verstarb er in Middelburg. Er wurde im jüdischen Friedhof von Beth Haim (Ouderkerk aan de Amstel) beerdigt, wo sein Grab noch heute besichtigt werden kann.

## Werke (Auswahl)
- Peney Rabah. Amsterdam 1628. online
- Conciliador o de la conveniencia de los lugares. Amsterdam 1632. online
- De Creatione Problemata XXX. Amsterdam 1635. online
- De Resurrectione Mortuorum. Amsterdam 1636. online
- Calendario de las fiestas: y ayunos, que los Hebreos celebran cada año. Amsterdam 1636. online
- Thesouro dos Dinim, que o povo de Israel he obrigado saber e observar. Amsterdam 1645–1647. online
- Esto es, Esperança de Israel. Amsterdam 1650 (engl. Hope of Israel. London 1650). online
- Nishmat Hayim. Amsterdam 1651. online
- To his highnesse the Lord Protector of the Common-wealth of England, Scotland, and Ireland. Amsterdam 1651. online
- Piedra gloriosa o de la estatua de Nebuchadnesar. Amsterdam 1655. online
- Vindiciae judaeorum. Amsterdam 1656. (Die Rettung der Juden, aus dem Englischen übersetzt von Moses Mendelssohn, Berlin 1782.)